# Augusta di Serravalle
Augusta di Serravalle (Piai, 410 – Serravalle di Vittorio Veneto, ...) è stata una santa vissuta nella prima metà del V secolo.
Insieme a san Tiziano, è patrona di Vittorio Veneto.

## Leggenda agiografica
La storia di sant'Augusta è in gran parte leggendaria. La fonte più approfondita al riguardo è una Vita di santa Augusta edita nel 1581 da Minuccio Minucci, protonotario apostolico e segretario di papa Clemente VIII, e inviata nelle stamperie di Colonia per essere inserita nel De probatis sanctorum historiis di Lorenzo Surio. È ovvio che questo testo si basa su leggende e tradizioni precedenti.

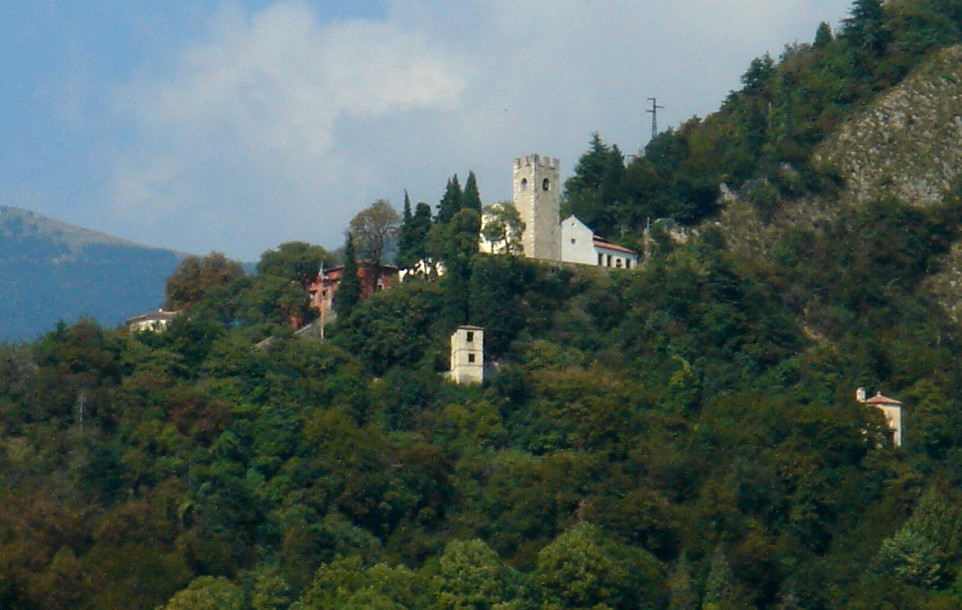
Il santuario edificato in luogo del martirio

Nel 402 il re visigoto Alarico era sceso in Italia e, occupate le Venezie, vi aveva posto a capo alcuni suoi capitani. Tra questi vi era Matrucco che si era stabilito in un fortilizio sul monte Marcantone, presso l'attuale Serravalle. Il barbaro, avido di potere, estese presto i suoi territori verso il Friuli e non tardò ad autoproclamarsi re, distinguendosi però come un sovrano dispotico e crudele, in particolare nei confronti dei cristiani.

Verso il 410 la moglie di Matrucco restò incinta, ma sin dall'inizio la sua gravidanza si dimostrò assai difficile. La donna fu per questo trasferita nel castello di un fedelissimo del re, presso l'attuale Piai di Fregona, dove non le mancò alcun agio. Tuttavia ciò non bastò a salvarla e la donna morì dando alla luce una bambina. Matrucco, disperato, riversò su di lei tutto il suo amore e le diede il nome di Augusta in segno di buon auspicio.
Nonostante Matrucco fosse pagano, Augusta ricevette nascostamente il battesimo da un eremita che viveva non lontano dal castello di Serravalle. La giovane mise subito in pratica gli insegnamenti evangelici, consolando e aiutando per quanto possibile i cristiani perseguitati dal padre e partecipando alle preghiere. Le si attribuirono anche alcuni episodi miracolosi.
Venuto a conoscenza di ciò, Matrucco la rimproverò e lei in risposta difese assiduamente la propria fede. Decise allora di imprigionarla per un periodo e, non avendo ancora cambiato idea, le fece strappare due denti e la rinchiuse di nuovo. Per molto tempo fu alternativamente imprigionata e torturata e alla fine il re decise di mandarla al rogo. Tuttavia lei ne uscì miracolosamente illesa e allora fu legata una ruota e scaraventata da una collina. Ma alla fine Augusta non risultò nemmeno ferita, sicché Matrucco la fece infine decapitare.
In seguito, Matrucco si pentì di ciò che aveva fatto. Dopo aver sepolto degnamente la salma di Augusta, passò il resto della sua vita ad autoaccusarsi e infine abbandonò Serravalle per cercare un po' di pace nella natia Germania.

## Il culto

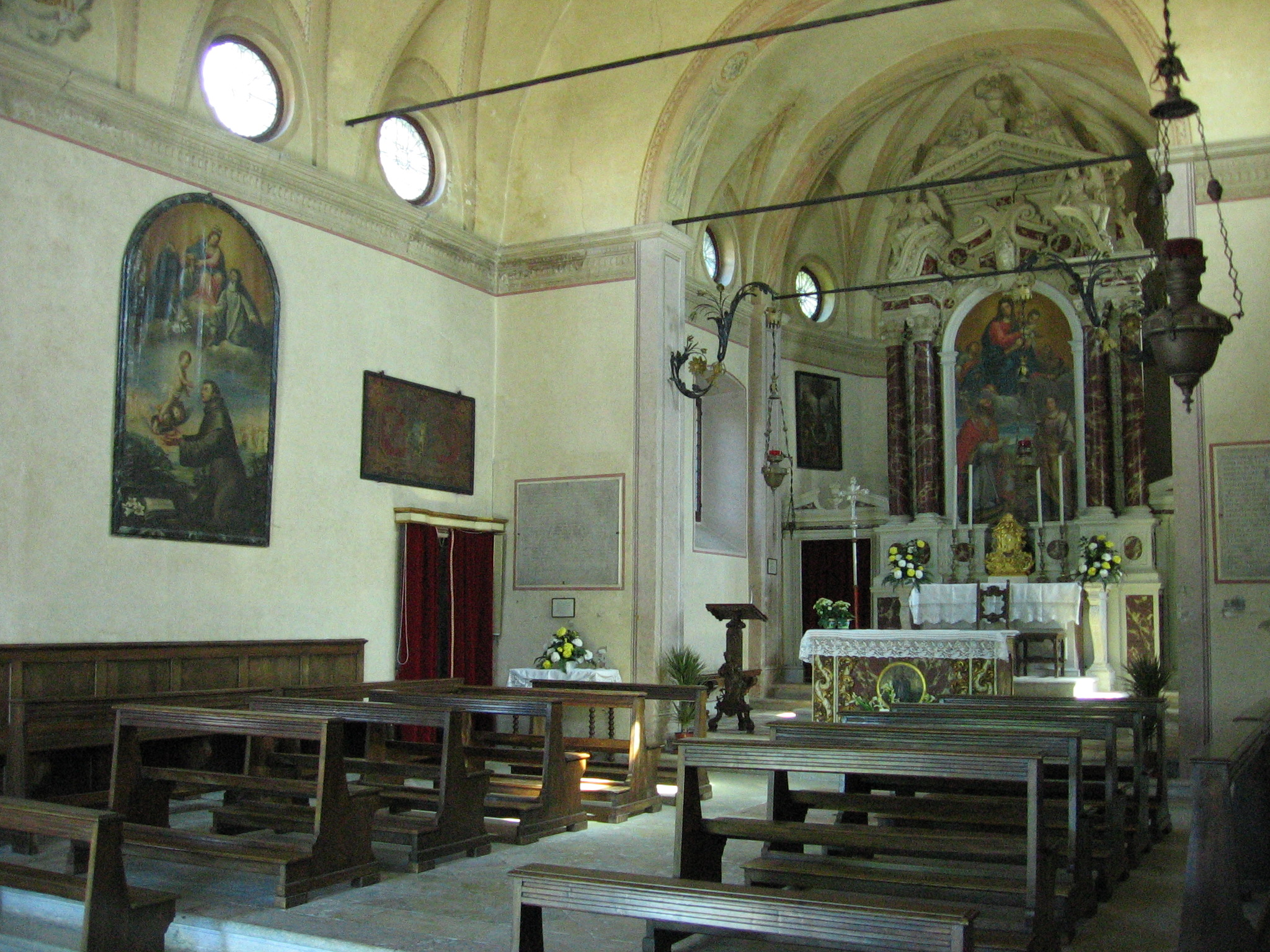
Interno del santuario di Santa Augusta

La storia del culto di Sant'Augusta si perde nel tempo, in quanto le fonti archivistiche sono andate in gran parte perdute. Si sa che il monte Marcantone, luogo del martirio, era denominato "Mons sancte Auguste" già nel 1234. La santa viene citata anche negli statuti di Serravalle del 1360 come patrona venerata sin dai tempi più antichi.
Il culto di santa Augusta è però stato ufficializzato solo il 22 maggio 1754 grazie ad un decreto di papa Benedetto XIV emesso su richiesta del vescovo Lorenzo Da Ponte.
Santa Augusta è ricordata due volte nel calendario: il 27 marzo si ricorda il ritrovamento, durante il restauro del santuario nel 1450, delle sue reliquie; l'altro onomastico è il 22 agosto e per l'occasione a Vittorio Veneto si organizza una fiera.
Le spoglie della santa si trovano sul santuario posto sul monte Marcantone (oggi più noto come monte di Santa Augusta) a cui si accede tramite un sentiero. Sulla salita si affacciano sette cappelle secentesche e in passato vi transitavano frequenti processioni e pellegrinaggi.